# Vinterhamn (sång av BAO)
Vinterhamn är en julsång med text skriven av Björn Ulvaeus och melodi komponerad av Benny Andersson. Sången spelades in av Benny Anderssons orkester tillsammans med Helen Sjöholm, och återfinns på albumet Tomten har åkt hem som släpptes i november 2012.
Helen Sjöholm framförde sången live under SVT:s Luciamorgon 2012 i Uppsala domkyrka.
Den låg även på Svensktoppen i tre veckor mellan 23 december 2012–6 januari 2013, med sjätteplats som högsta placering.
Sången spelades även in av Familjen Sigridsson på albumet En mysig jul  från 2016 och av Magnus Carlsson på albumet Once Upon a Christmas Night från samma år.

### Fotnoter
1. ↑  Tomten har åkt hem på Svensk mediedatabas
2. ↑  Hans Johansson (17 december 2012). ”Helène på Vegalistan med Advent” (på svenska). Svenska yle. https://svenska.yle.fi/artikel/2012/12/17/helene-pa-vegalistan-med-advent. Läst 22 december 2018.
3. ↑  Gustav och Lova Jappevik. ”Vinterhamn”. Nostalgilistan. https://www.nostalgilistan.se/helen-sjoholm-bao-969/vinterhamn-3157. Läst 22 december 2018.
4. ↑  En mysig jul på Svensk mediedatabas
5. ↑  Once upon a Christmas Night på Svensk mediedatabas